# Lee Chang-sun
Lee Chang-sun (ur. 11 stycznia 1956) – południowokoreański judoka. Olimpijczyk z Montrealu 1976, gdzie zajął piąte miejsce w wadze półśredniej.
Brązowy medalista wojskowych MŚ w 1976 roku.

## Letnie Igrzyska Olimpijskie 1976
| Konkurencja | Rundy eliminacyjne   | Rundy eliminacyjne       | Rundy eliminacyjne | Rundy finałowe             | Rundy finałowe       | Klas. końcowa |
| Konkurencja | Przeciwnik I         | Przeciwnik II            | Przeciwnik III     | Przeciwnik IV              | Przeciwnik V         | Miejsce       |
| ----------- | -------------------- | ------------------------ | ------------------ | -------------------------- | -------------------- | ------------- |
| 70 kg       | Wayne Erdman (CAN) Z | Roberto Machusso (BRA) Z | Ezio Gamba (ITA) Z | Władimir Niewzorow (URS) P | Marian Tałaj (POL) P | 5.            |